# (3801) Thrasymedes
(3801) Thrasymedes (1985 VS) – planetoida z grupy trojańczyków okrążająca Słońce w ciągu 12,25 lat w średniej odległości 5,31 j.a. Odkryta w ramach projektu Spacewatch 6 listopada 1985 roku.